# Shugseb-Kagyü
Die Shugseb-Kagyü-Schule (tib.: shug gseb bka' brgyud) ist eine der sogenannten „acht kleineren Schulen“ der Kagyü-Tradition des tibetischen Buddhismus (Vajrayana). Sie wurde von Gyergom Tshülthrim Sengge  (1144–1204) gegründet. Er gründete 1181 auch das Shugseb-Kloster (shug gseb dgon pa) im Kreis Chushur (Qüxü) von Lhasa, das Stammkloster dieser Schule.